# Camelops
Camelops é um gênero extinto de camelos que viveu na América do Norte e América Central, variando do Alasca a Honduras, do Plioceno Médio ao final do Pleistoceno. Está mais intimamente relacionado ao dromedário, o camelo-bactriano e ao Camelus ferus do Velho Mundo do que o guanaco, vicunha, alpaca e lhama do Novo Mundo, o que o faz um verdadeiro camelo da tribo Camelini. Seu nome é derivado do grego antigo κάμηλος (cámēlos, "camelo") e ὄψ (óps, "rosto"), ou seja, "cara de camelo".